# Kaliumhexafluorophosphat
Kaliumhexafluorophosphat ist eine anorganische chemische Verbindung des Kaliums aus der Gruppe der Hexafluorophosphate.

## Gewinnung und Darstellung
Kaliumhexafluorophosphat kann durch Reaktion von Tetrachlorphosphoniumhexafluorophosphat mit Kalilauge gewonnen werden.
{\displaystyle \mathrm {PCl_{4}\cdot PF_{6}+7\ KOH\longrightarrow K[PF_{6}]+K_{2}[HPO_{4}]+4\ KCl+3\ H_{2}O} }
Es kann auch durch Reaktion von Phosphorpentafluorid mit Kaliumfluorid dargestellt werden.
{\displaystyle \mathrm {PF_{5}+KF\longrightarrow K[PF_{6}]} }
Ebenfalls möglich ist die Gewinnung durch Reaktion von Phosphorpentachlorid mit Kaliumchlorid und Fluorwasserstoff. Diese Reaktion kann auch zur Herstellung analoger Verbindungen wie Natriumhexafluorophosphat oder Ammoniumhexafluorophosphat verwendet werden.
{\displaystyle \mathrm {PCl_{5}+KCl+6\ HF\longrightarrow K[PF_{6}]+6\ HCl} }

## Eigenschaften
Kaliumhexafluorophosphat ist ein farbloser Feststoff, der in Form von quadratischen und rechteckigen dicken Tafeln vorliegt. Es schmilzt bei Rotglut unter teilweiser Zersetzung. Beim Erhitzen mit festem Natriumhydroxid erfolgt oberhalb 400 °C heftige Umsetzung zu Fluorid und Phosphat. Es besitzt eine Kristallstruktur mit flächenzentriert kubischen Gitter und der Raumgruppe Pa3. Unter −25 °C erfolgt der Übergang in eine andere Kristallstruktur.